# Timothy O'Donnell
Timothy O'Donnell (Orlando, 1º ottobre 1980) è un triatleta statunitense.

## Carriera
Ha vinto nel 2009 i campionati del mondo di triathlon long distance di Perth.
Nel 2010 ha vinto la medaglia d'argento ai campionati del mondo di triathlon long distance di Immenstadt. Nello stesso anno ha vinto la medaglia di bronzo ai mondiali Ironman 70.3.

## Titoli
- Campione del mondo di triathlon long distance - 2009
- Ironman 70.3
  - Saint Croix - 2009
  - Calgary - 2009
  - Florida - 2010
  - Phuket - 2010